# Trollope (krater)
Trollope är en nedslagskrater på planeten Venus. Trollope har fått sitt namn efter den brittiska författaren Frances Trollope.
Kratern har en diameter på ungefär 27 km.